# Badminton-Mannschaftseuropameisterschaft 2024
Bei der Badminton-Mannschaftseuropameisterschaft 2024 wurden die europäischen Mannschaftstitelträger bei den Damen- und Herrenteams ermittelt. Die Titelkämpfe fanden vom 14. bis zum 18. Februar 2024 in Łódź statt. Die Meisterschaft war gleichzeitig Qualifikationsturnier für den Thomas Cup 2024 und den Uber Cup 2024.

## Medaillengewinner
| Disziplin | Gold | Silber | Bronze |
| --- | --- | --- | --- |
| Herrenteam | Dänemark Anders Antonsen Kim Astrup Viktor Axelsen Mads Christophersen Rasmus Gemke Magnus Johannesen Rasmus Kjær Daniel Lundgaard Anders Skaarup Rasmussen Frederik Søgaard Jesper Toft Mads Vestergaard            | Frankreich Eloi Adam Lucas Claerbout Lucas Corvée Thom Gicquel Ronan Labar Alex Lanier Julien Maio Arnaud Merklé Christo Popov Toma Junior Popov Léo Rossi   | England Nadeem Dalvi Rory Easton Callum Hemming Harry Huang Cholan Kayan Ben Lane Toby Penty Zach Russ Ethan van Leeuwen Sean Vendy                                         |
| Deutschland Bjarne Geiss Daniel Hess Brian Holtschke Samuel Hsiao Matthias Kicklitz Mark Lamsfuß Kenneth Neumann Kian-Yu Oei Kai Schäfer Patrick Scheiel Marvin Seidel Jan Colin Völker | Dänemark Anders Antonsen Kim Astrup Viktor Axelsen Mads Christophersen Rasmus Gemke Magnus Johannesen Rasmus Kjær Daniel Lundgaard Anders Skaarup Rasmussen Frederik Søgaard Jesper Toft Mads Vestergaard            | Frankreich Eloi Adam Lucas Claerbout Lucas Corvée Thom Gicquel Ronan Labar Alex Lanier Julien Maio Arnaud Merklé Christo Popov Toma Junior Popov Léo Rossi   | |
| Damenteam | Dänemark Natasja P. Anthonisen Mia Blichfeldt Alexandra Bøje Christine Busch Line Christophersen Maiken Fruergaard Clara Graversen Julie Dawall Jakobsen Line Kjærsfeldt Amalie Magelund Amalie Schulz Sara Thygesen | Spanien Clara Azurmendi Nikol Carulla Beatriz Corrales Nerea Ivorra Carmen Maria Jiménez Claudia Leal Paula López Carolina Marín Lucía Rodríguez Ania Setien | Frankreich Sharone Bauer Delphine Delrue Malya Hoareau Léonice Huet Téa Margueritte Rosy Oktavia Pancasari Qi Xuefei Anna Tatranova Anne Tran Flavie Vallet Emilie Vercelot |
| Damenteam | Dänemark Natasja P. Anthonisen Mia Blichfeldt Alexandra Bøje Christine Busch Line Christophersen Maiken Fruergaard Clara Graversen Julie Dawall Jakobsen Line Kjærsfeldt Amalie Magelund Amalie Schulz Sara Thygesen | Spanien Clara Azurmendi Nikol Carulla Beatriz Corrales Nerea Ivorra Carmen Maria Jiménez Claudia Leal Paula López Carolina Marín Lucía Rodríguez Ania Setien | Schottland Rachel Andrew Katrina Chan Kirsty Gilmour Julie MacPherson Ishbel McCallister Lauren Middleton Brooke Stalker Rachel Sugden Ciara Torrance                       |

## Herrenteam

### Qualifikation
Vom 6. bis zum 10. Dezember 2023 fanden sechs Qualifikationsturniere für die Badminton-Mannschaftseuropameisterschaft 2024 statt.
- Dänemark (Titelverteidiger)

| Gruppe | Ausrichter                                | qualifiziert | nicht qualifiziert            |
| ------ | ----------------------------------------- | ------------ | ----------------------------- |
| 1      | Aire-sur-la-Lys Complexe Sportif Régional | Frankreich   | Italien Bulgarien Slowenien   |
| 2      | Bad Camberg Kreissporthalle               | Deutschland  | Finnland Estland Malta        |
| 3      | Milton Keynes National Badminton Centre   | England      | Schweden Schweiz Island       |
| 4      | Arnhem National Sports Centre Papendal    | Niederlande  | Spanien Ungarn Lettland       |
| 5      | Milton Keynes National Badminton Centre   | Ukraine      | Schottland Slowakei           |
| 5      | Milton Keynes National Badminton Centre   | Ukraine      | Belgien Israel Grönland       |
| 6      | Prag BB Arena Štěrboholy                  | Tschechien   | Österreich Portugal           |
| 6      | Prag BB Arena Štěrboholy                  | Tschechien   | Aserbaidschan Irland Norwegen |

### Setzliste
1. Dänemark
2. Frankreich
3. Deutschland
4. England
5. Niederlande
6. Tschechien
7. Polen
8. Ukraine

### Auslosung
| Gruppe A                              | Gruppe B                               |
| ------------------------------------- | -------------------------------------- |
| Dänemark Deutschland Tschechien Polen | Frankreich Niederlande England Ukraine |

### Gruppenphase

#### Gruppe 1
| Platz | Team        | Pld | W | L | MF | MA | MD  | GF | GA | GD  | PF  | PA  | PD   | Pts |
| ----- | ----------- | --- | - | - | -- | -- | --- | -- | -- | --- | --- | --- | ---- | --- |
| 1     | Dänemark    | 3   | 3 | 0 | 15 | 0  | +15 | 30 | 2  | +28 | 665 | 398 | +267 | 3   |
| 2     | Deutschland | 3   | 2 | 1 | 8  | 7  | +1  | 18 | 14 | +4  | 579 | 524 | +55  | 2   |
| 3     | Polen       | 3   | 1 | 2 | 4  | 11 | −7  | 8  | 24 | −16 | 488 | 642 | −154 | 1   |
| 4     | Tschechien  | 3   | 0 | 3 | 3  | 12 | −9  | 9  | 25 | −16 | 485 | 653 | −168 | 0   |

#### Gruppe 2
| Platz | Team        | Pld | W | L | MF | MA | MD  | GF | GA | GD  | PF  | PA  | PD   | Pts |
| ----- | ----------- | --- | - | - | -- | -- | --- | -- | -- | --- | --- | --- | ---- | --- |
| 1     | Frankreich  | 3   | 3 | 0 | 14 | 1  | +13 | 28 | 4  | +24 | 660 | 440 | +220 | 3   |
| 2     | England     | 3   | 2 | 1 | 8  | 7  | +1  | 17 | 15 | +2  | 563 | 538 | +25  | 2   |
| 3     | Niederlande | 3   | 1 | 2 | 7  | 8  | −1  | 16 | 18 | −2  | 584 | 620 | −36  | 1   |
| 4     | Ukraine     | 3   | 0 | 3 | 1  | 14 | −13 | 4  | 28 | −24 | 450 | 659 | −209 | 0   |

### Endrunde
|  | Halbfinale        | Halbfinale        |          |            | Finale            | Finale            |
|  |                   |                   |          |            |                   |                   |
|  | 17. Februar 15:00 |                   |          |            |                   |                   |
|  | Dänemark          | 3                 |          |            |                   |                   |
|  | Deutschland       | 0                 |          |            | 18. Februar 15:00 | 18. Februar 15:00 |
|  |                   |                   | Dänemark | 3          |                   |                   |
|  | 17. Februar 15:00 | 17. Februar 15:00 |          | Frankreich | 0                 |                   |
|  | England           | 0                 |          |            |                   |                   |
|  | Frankreich        | 3                 |          |            |                   |                   |
|  |                   |                   |          |            |                   |                   |

### Endstand
| Pos | Team        | Pld | W | L | Pts | MD  | GD  | PD   | Ergebnis  |
| --- | ----------- | --- | - | - | --- | --- | --- | ---- | --------- |
| 1.  | Dänemark    | 5   | 5 | 0 | 10  | +21 | +39 | +335 | Champions |
| 2.  | Frankreich  | 5   | 4 | 1 | 8   | +13 | +25 | +226 | Finalist  |
|     |             |     |   |   |     |     |     |      |           |
| 3.  | Deutschland | 4   | 2 | 2 | 4   | −2  | −2  | +22  |           |
| 3.  | England     | 4   | 2 | 2 | 4   | −2  | −4  | −16  |           |
|     |             |     |   |   |     |     |     |      |           |
| 5   | Niederlande | 3   | 1 | 2 | 2   | −1  | −2  | −36  |           |
| 6   | Polen       | 3   | 1 | 2 | 2   | −7  | −16 | −154 |           |
| 7   | Tschechien  | 3   | 0 | 3 | 0   | −9  | −16 | −168 |           |
| 8   | Ukraine     | 3   | 0 | 3 | 0   | −13 | −24 | −209 |           |

## Damenteam

### Qualifikation
- Dänemark (Titelverteidiger)

| Gruppe | Ausrichter                                | qualifiziert | nicht qualifiziert             |
| ------ | ----------------------------------------- | ------------ | ------------------------------ |
| 1      | Madrid Residencia Joaquín Blume           | Spanien      | Schweden Italien Luxemburg     |
| 2      | Bad Camberg Kreissporthalle               | Deutschland  | England                        |
| 3      | Aire-sur-la-Lys Complexe Sportif Régional | Frankreich   | Schweiz Belgien Slowenien      |
| 4      | Khirdalan Absheron Olympic Sports Complex | Schottland   | Estland Aserbaidschan Slowakei |
| 5      | Sofia Badminton hall „Europe“             | Türkei       | Bulgarien Irland Lettland      |
| 5      | Sofia Badminton hall „Europe“             | Türkei       | Ukraine Grönland               |
| 6      | Arnhem National Sports Centre Papendal    | Niederlande  | Portugal Finnland              |
| 6      | Arnhem National Sports Centre Papendal    | Niederlande  | Ungarn Tschechien Israel       |

### Setzliste
1. Dänemark
2. Spanien
3. Deutschland
4. Frankreich
5. Schottland
6. Niederlande
7. Türkei
8. Polen

### Auslosung
| Gruppe A                         | Gruppe B                                   |
| -------------------------------- | ------------------------------------------ |
| Dänemark Frankreich Türkei Polen | Deutschland Spanien Niederlande Schottland |

### Gruppenphase

#### Gruppe 1
| Platz | Team       | Pld | W | L | MF | MA | MD  | GF | GA | GD  | PF  | PA  | PD   | Pts |
| ----- | ---------- | --- | - | - | -- | -- | --- | -- | -- | --- | --- | --- | ---- | --- |
| 1     | Dänemark   | 3   | 3 | 0 | 14 | 1  | +13 | 29 | 4  | +25 | 687 | 496 | +191 | 3   |
| 2     | Frankreich | 3   | 2 | 1 | 8  | 7  | +1  | 17 | 17 | 0   | 644 | 592 | +52  | 2   |
| 3     | Türkei     | 3   | 1 | 2 | 6  | 9  | −3  | 13 | 19 | −6  | 516 | 585 | −69  | 1   |
| 4     | Polen      | 3   | 0 | 3 | 2  | 13 | −11 | 7  | 26 | −19 | 470 | 644 | −174 | 0   |

#### Gruppe 2
| Platz | Team        | Pld | W | L | MF | MA | MD | GF | GA | GD  | PF  | PA  | PD   | Pts |
| ----- | ----------- | --- | - | - | -- | -- | -- | -- | -- | --- | --- | --- | ---- | --- |
| 1     | Spanien     | 3   | 3 | 0 | 10 | 5  | +5 | 20 | 10 | +10 | 559 | 472 | +87  | 3   |
| 2     | Schottland  | 3   | 2 | 1 | 8  | 7  | +1 | 18 | 14 | +4  | 553 | 538 | +15  | 2   |
| 3     | Deutschland | 3   | 1 | 2 | 8  | 7  | +1 | 16 | 14 | +2  | 520 | 522 | −2   | 1   |
| 4     | Niederlande | 3   | 0 | 3 | 4  | 11 | −7 | 8  | 24 | −16 | 495 | 595 | −100 | 0   |

### Endrunde
|  | Halbfinale             | Halbfinale             |          |         | Finale                 | Finale                 |
|  |                        |                        |          |         |                        |                        |
|  | 17. Februar 2024 10:00 |                        |          |         |                        |                        |
|  | Dänemark               | 3                      |          |         |                        |                        |
|  | Frankreich             | 1                      |          |         | 18. Februar 2024 10:00 | 18. Februar 2024 10:00 |
|  |                        |                        | Dänemark | 3       |                        |                        |
|  | 17. Februar 2024 10:00 | 17. Februar 2024 10:00 |          | Spanien | 1                      |                        |
|  | Schottland             | 0                      |          |         |                        |                        |
|  | Spanien                | 3                      |          |         |                        |                        |
|  |                        |                        |          |         |                        |                        |

### Endstand
| Pos | Team        | Pld | W | L | Pts | MD  | GD  | PD   | Ergebnis  |
| --- | ----------- | --- | - | - | --- | --- | --- | ---- | --------- |
| 1.  | Dänemark    | 5   | 5 | 0 | 10  | +17 | +32 | +247 | Champions |
| 2.  | Spanien     | 5   | 4 | 1 | 8   | +6  | +12 | +108 | Finalist  |
|     |             |     |   |   |     |     |     |      |           |
| 3.  | Frankreich  | 4   | 2 | 2 | 4   | −1  | −3  | +29  |           |
| 3.  | Schottland  | 4   | 2 | 2 | 4   | −2  | −2  | −39  |           |
|     |             |     |   |   |     |     |     |      |           |
| 5   | Deutschland | 3   | 1 | 2 | 2   | +1  | +2  | −2   |           |
| 6   | Türkei      | 3   | 1 | 2 | 2   | −3  | −6  | −69  |           |
| 7   | Niederlande | 3   | 0 | 3 | 0   | −7  | −16 | −100 |           |
| 8   | Portugal    | 3   | 0 | 3 | 0   | −11 | −19 | −174 |           |